# Josef Arnz
Josef Arnz (* 1792 in Düsseldorf; † 1841 ebenda) war ein deutscher Lithograf, Kartograf, Verleger sowie Mitinhaber des Düsseldorfer Verlages Arnz & Comp.

## Leben
Arnz wurde am 21. Februar 1792 in der Düsseldorfer Lambertuskirche auf die Vornamen Gottfried Joseph Hubert Maria getauft. Mit seinem älteren Bruder Heinrich und dem Musikalienhändler Johann Christian Winckelmann (1766–1845) tat sich Arnz 1815 zusammen, um am 1. Oktober 1816 in Düsseldorf die Firma Arnz & Winckelmann als lithographische Anstalt, Verlagsbuchhandlung und Buchdruckerei zu gründen. Das Unternehmen etablierte sich anfangs als Druckerei von Formularen, Karten, Schul- und Taschenatlanten sowie Bilderbögen und stieg zu einem der führenden Kunstverlage des deutschsprachigen Raums auf. 1828 schied der Mitgesellschafter Winckelmann aus.
Arnz’ Schwerpunkt lag auf der Entwicklung von Karten, die er ab 1817 als Einzelexemplare sowie in Form von Atlanten herausgab. Als Arnz 1841 starb, hinterließ er eine Witwe und eine minderjährige Tochter sowie ein Haus in der Düsseldorfer Dammstraße.

## Werke (Auswahl)

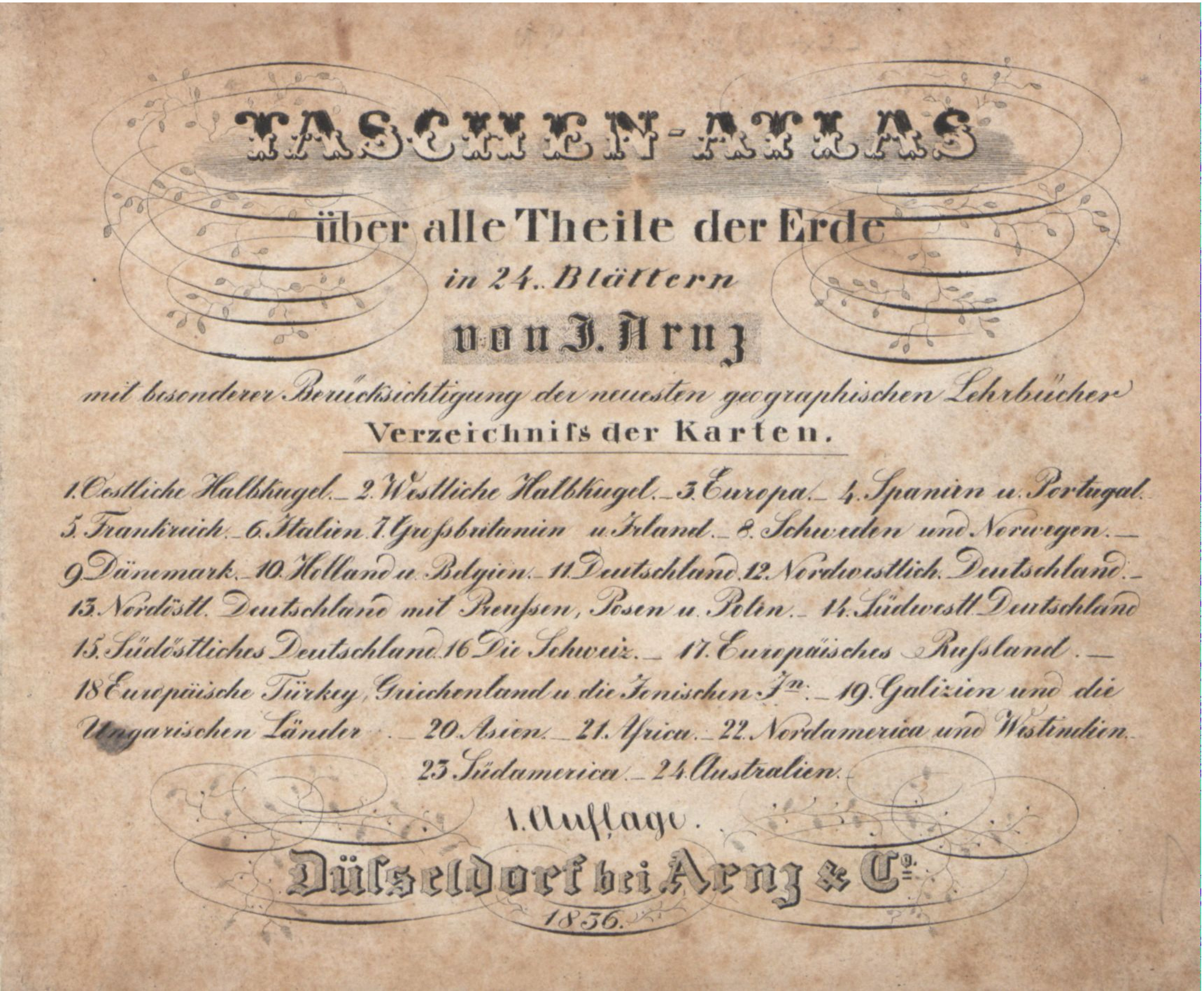
Titelblatt: Taschen-Atlas über alle Theile der Erde in 24. Blättern, 1836

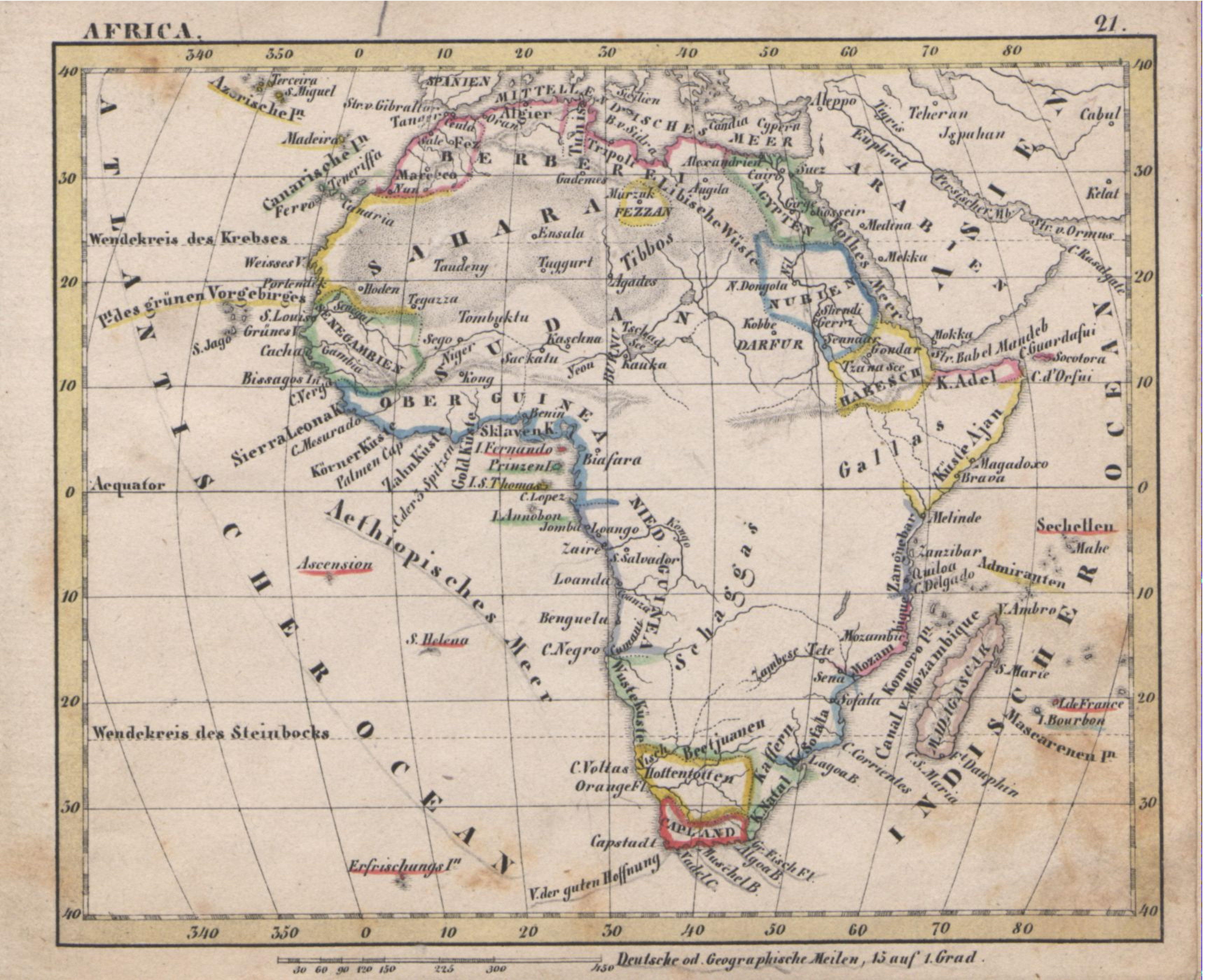
Karte Africa im Taschen-Atlas, 1836

- Kleiner Schul-Atlas. Düsseldorf 1817[5]
- Schul-Atlas. Düsseldorf 1819[6]
- Charte des nordwestlichen Teutschlands, enthaltend: die königlich Preußischen Provinzen zwischen der Weser und der Maas. Entworfen von W. Schlungs und geschrieben von J. Arnz. Düsseldorf 1819
- mit Eduard Winckelmann: Charte des Preußischen Staats, der Königreiche Hannover, Sachsen und der anliegenden Hessischen, Sächsischen, Mecklenburgischen etc. Länder. Arnz & Comp., Düsseldorf 1819
- Kleiner HandAtlas nach den neuesten astronomischen Ortsbestimmungen und zuverlässigsten Hilfsmitteln auf sorgfältigste neu entworfen. Arnz & Comp., Düsseldorf 1819
- Charte von Europa. Arnz & Comp., Düsseldorf, um 1820 (Digitalisat)
- Charte der Vereinigten Staaten von Nord-America. Arnz & Comp., Düsseldorf 1820 (Digitalisat)
- Atlas der Alten Welt in XIV illuminirten Charten. Nach den besten Hilfsmitteln zum Gebrauch im Gymnasium. Arnz & Comp., Düsseldorf 1829
- E. Winckelmann’s Karte von Südamerika. Arnz & Comp., Düsseldorf 1836
- Taschen-Atlas über alle Theile der Erde in 24. Blättern mit besonderer Berücksichtigung der neuesten geographischen Lehrbücher. Arnz & Comp., Düsseldorf 1836
- Allgemeiner Schul- und Hand-Atlas über alle Theile der Erde. Anrz & Comp., Düsseldorf 1837
- School-Atlas van alle deelen der aarde in 21 kaarten. Arnz & Comp., Düsseldorf 1839 (zweite Auflage 1841)